# Váli-víz
Váli-víz är ett vattendrag i Ungern. Det ligger i den centrala delen av landet, 40 km söder om huvudstaden Budapest.